# Тоутоваї рудоспинний
Тоутоваї рудоспинний (Eugerygone rubra) — вид горобцеподібних птахів родини тоутоваєвих (Petroicidae). Ендемік Нової Гвінеї. Єдиний представник монотипового роду Рудоспинний тоутоваї (Eugerygone).

## Поширення й екологія
Рудоспинний тоутоваї мешкає в гірських тропічних лісах Нової Гвінеї. Живиться комахами.